# Resolutie 1020 Veiligheidsraad Verenigde Naties
Resolutie 1020 van de Veiligheidsraad van de Verenigde Naties werd unaniem aangenomen op 10 november 1995.

## Achtergrond
Na de hoogdagen onder het decennialange bestuur van William Tubman, die in 1971 overleed, greep Samuel Doe de macht. Zijn dictatoriale regime ontwrichtte de economie en er ontstonden rebellengroepen tegen zijn bewind, waaronder die van de latere president Charles Taylor. In 1989 leidde de situatie tot een burgeroorlog waarin president Doe vermoord werd. De oorlog bleef nog doorgaan tot 1996.

## Inhoud

### Waarnemingen
Er was vooruitgang geboekt in Liberia door het staakt-het-vuren opnieuw in te stellen, een staatsraad te installeren en een tijdsschema overeen te komen voor het vredesproces tot aan de verkiezingen. De partijen lijken ook meer te willen werken aan het herstel van de vrede. Doch was er bezorgdheid over schendingen van het staakt-het-vuren en vertraging bij de ontbinding van troepen.

### Handelingen
De Veiligheidsraad besloot het mandaat van de UNOMIL-waarnemingsmacht als volgt aan te passen:
a. de ECOWAS en de Liberiaanse overgangsregering steunen,
b. schendingen van het staakt-het-vuren onderzoeken en maatregelen ertegen voorstellen,
c. toezien op de andere militaire provisies van de vredesakkoorden,
d. meewerken aan het behoud van bijeenkomstplaatsen en de uitvoering van een demobilisatieprogramma,
e. humanitaire activiteiten ondersteunen,
f. mensenrechtenschendingen onderzoeken,
g. het verkiezingsproces gadeslaan.
Het maximale aantal waarnemers was 160.
De overgangsregering werd gevraagd acties te ondernemen om schendingen van het staakt-het-vuren te voorkomen.
Alle landen moesten het wapenembargo tegen Liberia in stand
houden. UNOMIL en ECOWAS' ECOMOG-vredesmacht moesten nauw in contact blijven en die laatste werd ook gevraagd voor
UNOMIL's veiligheid te zorgen. Van de partijen in Liberia werd geëist dat ze de status van beide machten respecteerden
en het internationaal humanitair recht naleefden. Ook moest de repatriëring van vluchtelingen beter gecoördineerd
worden. De secretaris-generaal werd gevraagd tegen 15 december
over de verdere vooruitgang en UNOMIL's nieuwe manier van werken te rapporteren.

## Verwante resoluties
- Resolutie 1001 Veiligheidsraad Verenigde Naties
- Resolutie 1014 Veiligheidsraad Verenigde Naties
- Resolutie 1041 Veiligheidsraad Verenigde Naties (1996)
- Resolutie 1059 Veiligheidsraad Verenigde Naties (1996)

Lijst ·  970 ·  971 ·  972 ·  973 ·  974 ·  975 ·  976 ·  977 ·  978 ·  979 ·  980 ·  981 ·  982 ·  983 ·  984 ·  985 ·  986 ·  987 ·  988 ·  989 ·  990 ·  991 ·  992 ·  993 ·  994 ·  995 ·  996 ·  997 ·  998 ·  999 ·  1000 ·  1001 ·  1002 ·  1003 ·  1004 ·  1005 ·  1006 ·  1007 ·  1008 ·  1009 ·  1010 ·  1011 ·  1012 ·  1013 ·  1014 ·  1015 ·  1016 ·  1017 ·  1018 ·  1019 ·  1020 ·  1021 ·  1022 ·  1023 ·  1024 ·  1025 ·  1026 ·  1027 ·  1028 ·  1029 ·  1030 ·  1031 ·  1032 ·  1033 ·  1034 ·  1035